# Гараж-гостиница
Гараж-гостиница — здание в стиле советского модернизма (изначально — два типовых здания). Расположено в Невском районе Санкт-Петербурга, современный адрес дома — бульвар Красных Зорь, 26 (второй образец, на Алтайской улице, 39, снесён).
В 1961 году Эммануил Хевелёв опубликовал пособие по проектированию городских гаражей. Многоэтажные гаражи для машин, принадлежащих частным лицам, в то время назывались «гаражами-гостиницами», в них должна была, по Хевелёву, быть запланирована минимальная зона для мойки, смазки и мелкого ремонта, а парковка должна была быть доступна непрофессиональным водителям. Многоэтажные гаражи должны были быть расположены в радиусе 800 метров от места жительства владельцев, но размещать в жилых районах их было нельзя по санитарным и противопожарным нормам.
В пособии был опубликован проект здания на 100 машин, овального в плане из-за спиралеобразных рамп на концах. Простенки на закруглениях узкие, остекление вертикальное. Сохранившееся здание на бульваре Красных Зорь было построено в 1961—1965 годах.